# 米哈伊尔·罗季奥诺夫
米哈伊尔·伊万诺维奇·罗季奥诺夫（俄语：Михаи́л Ива́нович Родио́нов，1905年10月12日（儒略历10月25日）—1950年10月1日），苏联党和国家领导人。曾任高尔基州州长、联共（布）高尔基州委员第一书记、俄罗斯苏维埃联邦社会主义共和国部长会议主席、全联盟共产党（布尔什维克）中央组织局委员等职务。1949年因为列宁格勒案件遭到逮捕，1950年被判处死刑。

## 生平
- 1907年10月25日（格里历：11月8日）出生于沙俄下诺夫哥罗德省拉图尼诺村的一个中农家庭，早年做过农民。1927年毕业于雷斯科沃师范学院。
- 1927年-1930年，共青团下诺夫哥罗德省基斯洛夫斯基区委员书记、雷斯科沃区政治和教育工作督察员、下诺夫哥罗德州公共教育局督察员。1929年加入联共（布）。
- 1930年-1931年，博尔师范学院院长。
- 1931年-1935年2月，联共（布）下诺夫哥罗德（高尔基）州博尔区委副书记，宣传鼓动部部长。
- 1935年12月-1938年1月，联共（布）高尔基州伊万诺沃区党委第一书记。
- 1938年1月-7月，高尔基州教育厅长。
- 1938年7月-1939年4月，联共（布）高尔基州委第三书记。
- 1939年4月-1940年1月，高尔基州州长。
- 1940年1月-1946年3月，联共（布）高尔基州委第一书记。
- 1946年3月-1949年3月，俄罗斯联邦苏维埃社会主义共和国部长会议主席。
- 1949年8月13日因列宁格勒案被捕。
- 1950年10月1日于列宁格勒被处决，终年42岁。死后被平反。

罗季奥诺夫是联共（布）18大代表，第18届中央候补委员；第1-2届苏联最高苏维埃联盟院代表；第1-2届俄罗斯联邦苏维埃社会主义共和国最高苏维埃代表。

## 荣誉
- 两次列宁勋章
- 一级卫国战争勋章
- 劳动红旗勋章